# Фудзими (посёлок)
Фудзими (яп. 富士見町 Фудзими-мати) — посёлок в Японии, находящийся в уезде Сува префектуры Нагано. Площадь посёлка составляет 144,66 км², население — 14 914 человек (1 августа 2014), плотность населения — 103,10 чел./км².

## Географическое положение
Посёлок расположен на острове Хонсю в префектуре Нагано региона Тюбу. С ним граничат города Тино, Ина, Хокуто и село Хара.

## Население
Население посёлка составляет 14 914 человек (1 августа 2014), а плотность — 103,10 чел./км². Изменение численности населения с 1980 по 2005 годы:
| 1980 | 14 080 чел. |  |
| 1985 | 14 693 чел. |  |
| 1990 | 14 835 чел. |  |
| 1995 | 15 362 чел. |  |
| 2000 | 15 392 чел. |  |
| 2005 | 15 528 чел. |  |

## Символика
Деревом посёлка считается берёза плосколистная, цветком — ландыш.